# Войцеховский, Сергей Николаевич
Серге́й Никола́евич Войцехо́вский (16 (28 октября) 1883, Витебск — 7 апреля 1951, Иркутская область) — русский и чехословацкий военачальник периода Гражданской войны, подполковник Русской императорской армии (1916), генерал-майор Русской армии (1918), генерал армии Чехословакии (1929). Участник Первой мировой войны и Гражданской войны в России, один из руководителей Белого движения в Сибири. После Гражданской войны эмигрировал в Чехословакию, где до 1939 года нёс службу в вооружённых силах. Отправлен в отставку в канун аннексии Чехословакии гитлеровской Германией. В 1945 году арестован СМЕРШ, в том же году осуждён на 10 лет тюрьмы за контрреволюционную деятельность. Умер в 1951 году после продолжительной болезни. В 1996 году посмертно полностью реабилитирован постановлением Главной военной прокуратуры Российской Федерации.

## Происхождение и семья
Родился 16 (28) октября 1883 года в Витебске в дворянской семье, являвшейся потомками обрусевшей польской шляхты. Его отец — Николай Карлович Войцеховский (1857—1920), генерал-майор Русской армии, участник русско-турецкой войны 1877—1878 годов, на момент рождения сына был подпоручиком 64-го пехотного Казанского полка. Мать — Мария Михайловна, урождённая Гнатовская.
Летом 1909 года Сергей Николаевич женился на Маргарите Викторовне Темниковой (1888—1965), дочери полковника Темникова, командира 5-го стрелково-артиллерийского дивизиона (похоронена в Праге на Ольшанском кладбище). Через год у них родился сын Георгий (Юрий) (1910—1993), который жил в эмиграции в США.
По данным историка Игоря Шумейко, потомки генерала есть и в России.
Свободно владел французским и немецким языками, также освоил чешский язык.

## Офицер Русской императорской армии

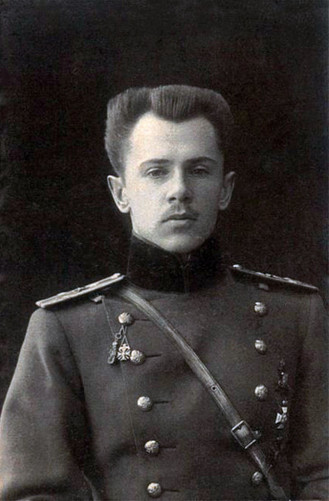
Штабс-капитан С. Н. Войцеховский в возрасте 29 лет окончил Николаевскую академию Генерального штаба по первому разряду. 1912

В 1902 году окончил Великолуцкое реальное училище и поступил в Константиновское артиллерийское училище в Санкт-Петербурге, где проявил способности к математике и физике. По окончании училища 9 августа 1904 года выпущен был подпоручиком в 20-ю артиллерийскую бригаду, стоявшую в Ахалцихе. Занимал должности инспектора учебного отдела (с сентября 1904 года), старшего офицера 3-й батареи (с января 1905 года). 
В июле 1905 года, по собственной просьбе, был переведен в 74-ю артиллерийскую бригаду для направления на фронт русско-японской войны. Однако в связи с началом мирных переговоров с Японией и подписанным в августе Портсмутским мирным договором в боевых действиях так и не принял участие, вернувшись на прежнюю должность.
В конце 1906 года Войцеховский был переведён в Белосток в 5-й стрелково-артиллерийский дивизион, где занимал должность младшего офицера артиллерийской батареи и был преподавателем дивизионной учебной команды. С апреля по август 1907 года — адъютант командующего артиллерийским отделом полковника Темникова, который в 1909 году стал его тестем. С августа 1909 года — в отпуске «по домашним обстоятельствам».
С августа 1910 года — слушатель Николаевской академии Генерального штаба, окончил её в 1912 году.
За отличные успехи в учении и воинской службе Войцеховский, будучи в чине штабс-капитана, был награждён орденом Святого Станислава 3-й степени. Поскольку он окончил академию с отличием, то имел право свободного выбора места продолжения службы: в качестве дальнейшего места службы он избрал 1-ю гренадерскую артиллерийскую бригаду в Москве, одновременно преподавал тактику в Александровском военном училище. 
В 1913 году он окончил авиационную школу Императорского Московского общества воздухоплавания.
По окончании обучения в авиационной школе получил звание пилота, навыки пилотажа в дальнейшем неоднократно демонстрировал, лично находясь за штурвалом боевого самолёта.
В апреле — октябре 1913 года прикомандирован к штабу Московского военного округа. В октябре 1913 — июле 1914 года — командир роты в 122-м Тамбовском пехотном полку (Харьков).
Участник Первой мировой войны. Служил старшим адъютантом штаба 69-й пехотной дивизии на Юго-Западном фронте в течение первых 14 месяцев войны (августе 1914 — ноябре 1915 года). В августе 1915 года исполнял обязанности начальника штаба дивизии.
Участник боевых действий в Галиции, Карпатах (в Днестровской котловине), был ранен.
В конце 1914 года произведён в капитаны, в течение 1915 года за отличия в боях с противником был награждён четырьмя орденами. С 5 ноября 1915 года — штаб-офицер для поручений 20-го армейского корпуса, который к тому моменту понёс большие потери в боях. В ходе боёв в районе Молодечно был ранен осколком гранаты в ногу и под лопатку, отправился на лечение. В 1916 году был произведён в подполковники (со старшинством от 1915).
29 января 1917 года назначен начальником штаба формируемой 176-й пехотной дивизии. С февраля — начальник оперативного отдела штаба 3-й Кавказской гренадерской дивизии, с конца апреля — исполняющий должность начальника штаба 126-й пехотной дивизии на Румынском фронте. Числился в этой должности до конца декабря 1917 года.

## На чехословацкой службе в России
7 августа 1917 года занял должность начальника штаба 1-й Чехословацкой стрелковой дивизии в составе Русской армии. 24 декабря того же года назначен командиром 3-го Чехословацкого стрелкового Яна Жижки из Троцнова полка. В должность вступил в феврале 1918 года. С мая 1918 года — старший воинский начальник чехословацких легионеров в районе Челябинска, входил в состав Военной коллегии временного исполнительного комитета чехословацких войск в России — органа, руководившего чехословацкими вооружёнными силами, выступившими против большевиков. Активный участник Гражданской войны в России на территории Урала, Сибири и Забайкалья.
Сыграл большую роль в восстании Чехословацкого корпуса: 17 мая в ходе событий Челябинского инцидента чехи под его командованием — в ответ на арест челябинским Советом десяти стрелков после потасовки на вокзале между чехами и австро-венграми — осадили станцию Челябинск, арестовали коменданта и захватили оружие. После этого чехи оцепили центр Челябинска, захватили арсенал (2 800 винтовок и артиллерийскую батарею), обыскали военный комиссариат и перерезали телефонную линию. Хотя советская комиссия и согласилась освободить ранее арестованных, солдаты Чехословацкого корпуса силой освободили своих товарищей, разоружив красногвардейцев. В ответ на эти действия Троцким было отправлено распоряжение о поголовном разоружении чехословаков, вызвавшее восстание Чехословацкого корпуса по всей России; в ночь с 26 на 27 мая 1918 года, командуя частями 2-го и 3-го чехословацких стрелковых полков, занял без потерь Челябинск. С 27 мая 1918 года — командующий войсковыми частями Челябинской группы и Уральского фронта. В результате боевых действий в мае-июне 1918 года Челябинская группа соединилась на станции Татарской с войсками Сибирской группы чехословацких войск под командованием Радолы Гайды.
11 июня 1918 года постановлением съезда членов Временного Челябинского комитета и решением отделения Чехословацкого национального совета Сергей Николаевич Войцеховский произведён в полковники с временным пребыванием в должности начальника штаба Чехословацкого корпуса. Возглавил Западную группу войск (2-й и 3-й чехословацкие стрелковые полки и Курганский маршевый батальон). В июне 1918 года группа взяла Троицк и Златоуст, в июле была переименована в Уральскую, а после взятия Екатеринбурга — в Екатеринбургскую.
С 13 июля 1918 года Войцеховский командовал этой группой во время боёв за Екатеринбург, который был взят 25 июля. При участии Войцеховского в городе были образованы новая военная и гражданская власть, а также началось формирование Белой Народной армии.
В августе — сентябре 1918 года группа провела девять боевых операций, представлявших собой пример активной обороны. Пополнявшаяся формированиями 2-й стрелковой дивизии, Екатеринбургская группа вела бои в районе Екатеринбурга, за Нижний Тагил, Кунгур и Тюмень. Войцеховский лично руководил боями по овладению Верх-Нейвинском, возглавив обходную группу чехословаков, обошедшую озеро Таватуй по восточному берегу, и взяв Нижний Тагил.
17 октября 1918 года с формулировкой «за исключительные достижения в боях» был произведён в чин генерал-майора и назначен командующим Самарской группой войск (позже — 2-й Уфимский корпус) правительства Директории.
Под его командованием группа вела оборонительные бои в Поволжье: не только остановил наступление красных, но и отбросил их за реку Ик, упрочив положение белых на Самарском фронте. В период нарастания противоречий между командованием чехословацких войск и Верховным правителем Александром Колчаком поддержал последнего.

## Генерал Русской армии

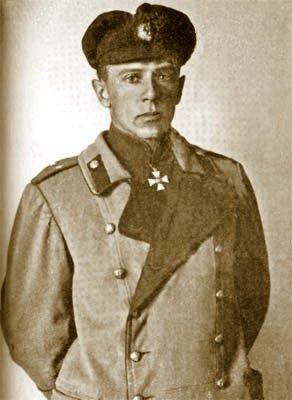
Генерал-майор
Войцеховский в 1919 году

8 марта 1919 года вернулся на русскую службу (в войска Верховного правителя А. В. Колчака) с чином генерал-майора, был командующим 2-м Уфимским корпусом, во главе которого участвовал в весеннем наступлении белых 1919 года, в боях под Уфой, Златоустом и Челябинском. Награждён орденом Святого Георгия 4-й степени (июль 1919 года) за взятие Челябинска, Троицка, Златоуста, Екатеринбурга в 1918 году. Потерпел тяжёлое поражение от красных войск в ходе Златоустовской операции в июне-июле 1919 года, когда 26-я стрелковая дивизия красных под командованием бывшего штабс-капитана Генриха Эйхе после дерзкого рейда по горным тропам вышла в глубокий тыл белых и во внезапном встречном сражении атаковала корпус Войцеховского, а затем подоспевшие остальные дивизии 5-й армии Тухачевского отбросили его с большими потерями к Челябинску.
В июле-августе 1919 года в ходе в Челябинской операции командовал Северной группой войск Западной армии. 
С августа 1919 года — командующий Уфимской группой войск. В ходе Тобольской наступательной операции белых перешёл в наступление 1 сентября при тяжёлом положении своего правого фланга войск, полностью выполнив задачу ударом во фланг 27-й стрелковой дивизии Красной Армии. После этого во время сражения повернул свои силы почти на север и сбил врага на фронте Сибирской армии, чем позволил ей двинуться вперёд, хотя раньше ей это в ходе данного контрнаступления не удавалось. За это Войцеховский 12 сентября был награждён орденом Святого Георгия 3-й степени. С 1 октября — командующий 2-й армией, отступал с ней от Тобола до Енисея (Омская операция, Новониколаевская операция, Красноярская операция). Был сторонником жёсткой дисциплины. 20 ноября в селе Усть-Тарке за самовольное оставление фронта застрелил генерал-майора Петра Гривина, который своим отходом заставил отступить южную группу Войцеховского. После этого назначил войскам Гривина нового командующего А. В. Бордзиловского и приказал им вернуться на оставленные позиции.

## Великий Сибирский ледяной поход

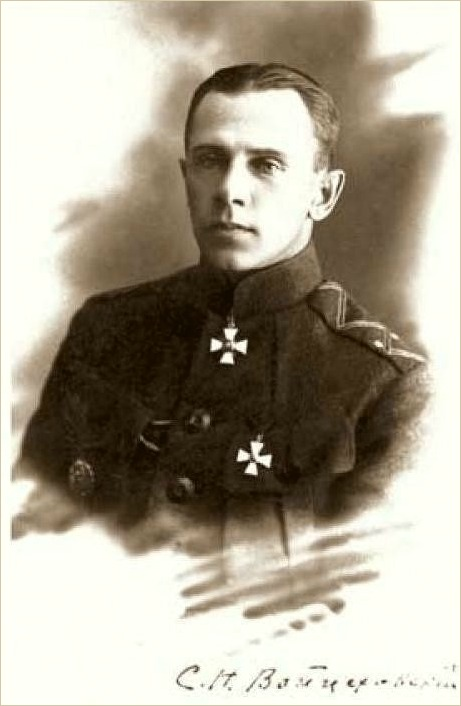
Генерал Войцеховский во время службы у генерала Петра Врангеля в Крыму. 1920

Войцеховский успешно вывел свои войска из окружения под Красноярском 5-6 января 1920 года. 25 января сменил на посту главнокомандующего Восточным фронтом генерала Владимира Каппеля (уже будучи при смерти, Каппель приказом от 21 января передал Войцеховскому командование).
В начале 1920 года войска Войцеховского атаковали Иркутск с запада. 30 января генерал нанёс тяжёлое поражение войскам красных на станции Зима под Иркутском и 1 февраля взял предместье города Черемхово. Позднее вёл жестокие бои под Иркутском, причём его армия была ослаблена эпидемией тифа.
Воейцеховский требовал от красного командования передать белым адмирала А. В. Колчака и золотой запас, а также обеспечить белые войска продовольствием, фуражом и тёплой одеждой.
Узнав о расстреле Колчака, Войцеховский не стал штурмовать Иркутск, к тому же у него были потери в личном составе и огромные проблемы с боеприпасами и продовольствием. Армия двумя походными колоннами обогнула город и по реке Ангаре поднялась к Байкалу, и 14 февраля в условиях начинавшегося ледохода войска переправились на восточный берег. Войцеховский вывел остатки колчаковских войск в Забайкалье.
20 февраля генерал Григорий Семёнов назначил его командующим войсками Российской Восточной окраины. Но уже в апреле Войцеховский был отстранён Семёновым от командования.
27 апреля Войцеховский присоединился к чехословацким войскам во Владивостоке, которые готовились к отплытию на родину. Позже он был командирован в Крым для связи с Вооружёнными силами Юга России, где находился в резерве армии генерала Петра Врангеля.
В ноябре 1920 года после поражения Белого движения Войцеховский вместе с армией эвакуировался в Константинополь, а оттуда переехал в Чехословакию в начале 1921 года.
В Прагу Войцеховский в первую очередь переправил жену, сына, мать и сестру.

## Генерал армии Чехословацкой Республики

### Начало службы

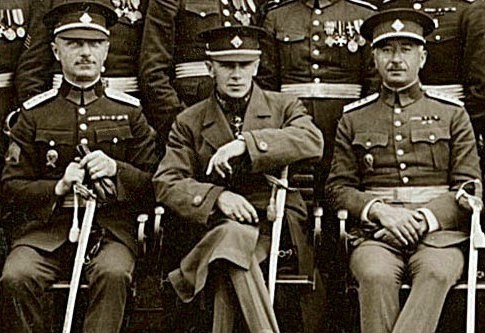
Общий сбор видных деятелей Чехословацкого легиона в 1927 году. Слева направо: полковник Бедржих Гомола, генерал Сергей Войцеховский, полковник Олег Сватек

1 мая 1921 года Сергей Николаевич Войцеховский был зачислен на службу в чехословацкую армию: его приняли в звании бригадного генерала при условии, что в течение одного года он получит гражданство Чехословакии. В сентябре он был назначен командиром 24-й пехотной бригады, дислоцировавшейся в городе Михаловицы (Восточная Словакия). С учётом боевого и штабного опыта армейское командование назначило генерала на более низкую должность, но в район, где проживали русины, говорившие на близком к русскому языке. Начальником Войцеховского был командующий Подкарпатским военным округом (Ужгород) генерал Мари-Константин Парис — уроженец Москвы, владевший русским языком. В феврале 1922 года Войцеховский стал заместителем командующего войсками Подкарпатского военного округа. Вскоре он овладел чешским языком, а 25 мая 1922 года получил чехословацкое гражданство.
13 января 1923 года Войцеховский был назначен командиром 9-й пехотной дивизии в Прешове. Во второй половине 1920-х годов он участвовал в реорганизации и модернизации чехословацкой армии; в октябре 1924 года за успехи и высокую выучку вверенных ему частей он был произведён в дивизионные генералы. В 1927 году вверенная ему 9-я пехотная дивизия была признана лучшей в чехословацкой армии, а самого Войцеховского в конце июля того же года назначили командующим Моравско-Силезским военным округом со штабом в Брно. В его подчинении были три пехотных дивизии, кавалерийская бригада, авиационный и сапёрный полки. 30 декабря 1929 года был произведён в чин генерала армии.
Сергей Николаевич быстро установил хорошие отношения с местными гражданскими властями, чиновниками, представителями политических партий и общественности. Он был далёк от деятельности организаций русских эмигрантов, но не терял личных связей с соотечественниками. К его общественной деятельности относятся учреждение в Праге Русского заграничного исторического архива с книгами, периодическими изданиями и документами русской эмиграции и создание в 1936 году Русского культурно-исторического музея.
В сентябре 1933 года уходивший с поста начальника Генерального штаба генерал Ян Сыровы в аттестационном листе заявил о том, что Войцеховский пригоден к тому, чтобы «занимать должность начальника Генерального штаба и генерального инспектора». Новый начальник Генерального штаба Людвик Крейчи высоко оценивал Войцеховского как командира, несмотря на то, что у него с ним были крайне напряжённые отношения:

Обладает честным, энергичным, ответственным характером. Надежен. Высокообразованный командир с богатым военным опытом... Отличается высокой наблюдательностью. Работает инициативно, целеустремленно и планомерно. Отличный командующий округом.

15 ноября 1935 года Войцеховский был назначен командующим войсками в военном округе Земли Чешской в Праге, а в его подчинении оказались два корпусных командования с 9 дивизиями (более одной трети личного состава чехословацких войск). Эту должность он получил после смерти предыдущего командующего Пражским военным округом генерала Вацлава Копала благодаря благосклонности чехословацкого президента Томаша Масарика, оставившего свой пост в том же году. Занимаемый Войцеховским пост был четвёртым в общей иерархии чехословацких вооружённых сил: выше были только министр обороны, генеральный инспектор армии и начальник Генерального штаба.
Предполагая наличие военной угрозы со стороны Германии, Сергей Николаевич занялся форсированным строительством укреплений вдоль чехословацко-немецкой границы, а именно в наиболее вероятных местах будущих боёв. В мае 1935 года между СССР и Чехословакией был подписан договор о взаимопомощи, однако сближение Праги и Москвы Войцеховский не одобрял и на переговоры с советскими военными представителями он отправлялся только в случае крайней необходимости. Согласно воспоминаниям эмигранта Николая Андреева, на переговорах с советскими делегациями Войцеховский говорил исключительно по-французски и только через переводчика, отказываясь встречаться с представителями Москвы один на один без сопровождения чехословацких коллег. Депутат парламента Чехословакии от Коммунистической партии Ян Шверма и вовсе выражал сомнения в том, что чехословацкая армия «под командованием „войцеховских“» сможет сражаться вместе с РККА против Германии в случае агрессии последней.
Часть воспоминаний о службе Войцеховского в чехословацкой армии оставил Ян Зизиус. В ходе боевых занятий и учебных манёвров Войцеховский не стеснялся критиковать офицеров и делал это в своеобразной форме. Так, подполковников Краля и Тесаржа, руководивших двумя сторонами-участницами манёвров в Брно, он раскритиковал за то, что они поставили какую-то «оперетту». В другой раз во время боевых занятий он застал врасплох куривших офицеров и, не услышав от них мгновенного ответа на вопрос, чем они должны заниматься, заявил, что они не стоят тех денег, которые им платит страна. Также во время проведения инспекции войск в городе Опава он вызвал командира расквартированной там дивизии Йозефа Кроутила для участия в этой инспекции: когда Кроутил всё же спросил Войцеховского о впечатлениях, то тот сначала ответил: «Как дома». Кроутил не успел обрадоваться, когда Войцеховский продолжил: «Как дома. Когда идёт ремонт, всегда бегу в другое место, чтобы не видеть этот беспорядок». В то же время в других[каких?] источниках писали, что во время одной из очередных аттестаций, когда от военачальников требовалось продемонстрировать дополнительные военные знания и способности, Сергей Николаевич лично садился за штурвал боевого самолёта, демонстрируя чиновникам фигуры пилотажа и выполняя их на «отлично».

### Мюнхенский кризис
Во время Мюнхенского кризиса 1938 года Войцеховский занял активную антикапитулянтскую позицию. Ещё до кризиса он, предполагая угрозу со стороны Германии, занялся форсированным строительством укреплений на границе. 19 сентября им был отправлен рапорт в Генеральный штаб с предложением начать всеобщую мобилизацию, а 23 сентября он призвал не проявлять терпимости к деятельности немецких диверсионных групп в чехословацкой пограничной зоне. В тот же вечер в стране было объявлено военное положение и начата всеобщая мобилизация. В городе Кутна-Гора было сосредоточено командование армии «Гавличек» численностью 14 дивизий, выдвинутой для отражения возможного удара немцев, а командующим группировки был назначен Войцеховский. 29 сентября президент Чехословакии Эдуард Бенеш провёл совещание в Пражском Граде в присутствии высших военных руководителей страны, среди которых был и генерал Войцеховский. Сергей Николаевич стремился убедить президента не принимать изложенные в Мюнхене требования: имея на руках данные руководителя военной разведки полковника Моравца, он пытался доказать ему необходимость оказать вооружённое сопротивление вермахту. Он утверждал, что чехословацкая армия превосходит немцев по количеству и качеству вооружения, а её боевой дух достаточно высок для ведения войны.
Данные о том, кто выступил против ультиматума вместе с Сергеем Николаевичем Войцеховским, расходятся. О том, что против принятия мюнхенских требований из участников совещания в Пражском Граде также выступил друг Войцеховского генерал Лев Прхала, пишут Владимир Казаков и Яков Алексейчик}}. Согласно версии, выдвигаемой дипломатом Яромиром Смутным, против мюнхенских требований выступили также начальник канцелярии президента доктор Прокоп Дртина и майор Чигула. В то же время, по данным генерала Сахера, позицию Войцеховского не поддержал никто. Так или иначе, Войцеховскому не удалось переубедить Эдуарда Бенеша, и последний принял решение пойти на уступки немцам, подписав 30 сентября договорённости. В своём дневнике Бенеш обосновал своё решение тем, что не собирается «гнать нацию на убой». Ярослав Смутный писал, что испытывал стыд и ярость от того, что чехословацкие власти отдавали без боя «тысячелетние границы», действуя вопреки здравомыслию.
Начальник Генерального штаба Людвик Крейчи отдал приказ начать эвакуацию чешского населения и чехословацких войск с территорий, которую необходимо было уступить Германии. Войцеховский не только отказался подчиняться требованиям Крейчи, но и настоял на издании письменного приказа, предписывавшего не сдавать главные оборонительные укрепления немцам и защищать их с оружием в руках. Вскоре Войцеховскому направили указание передать постепенно пограничные территории немцам, в ответ на что 1 октября Войцеховский направил в министерство национальной обороны телеграмму, заявив, что будет готовить соединения к бою с учётом приказа о главных оборонительных укреплениях. Главная ставка приказала ему не ввязываться в бой и ждать дальнейших указаний. Существовали планы военного переворота и свержения Бенеша, которые был готов поддержать Войцеховский: подобными мыслями он делился с генералами Львом Прхалой, Сергеем Ингром и Антонином Хасалом. Однако эта идея осталась нереализованной по причине решительного противодействия Крейчи, с которым у Войцеховского были натянутые отношения. Крейчи, комментируя поведение Войцеховского во время Мюнхенского кризиса, записал в Аттестационном формуляре военного времени следующее: «Армией командовал очень хорошо. Во время политического кризиса показал себя колеблющимся и нестойким, дал волю личным амбициям. Для исполнения высших командных функций непригоден».

### Вторая мировая война
3 марта 1939 года Сергей Николаевич Войцеховский был досрочно отправлен в отставку. Фактически это осуществилось по воле генерала Яна Сырового, поддержавшего капитуляцию перед Германией.
15 марта 1939 года Чехословакия была полностью оккупирована немцами. В тот же день четыре генерала, выступавшие против немецкой оккупации — Йозеф Билы, Алоиз Элиаш, Хуго Войта и Сергей Войцеховский — провели совещание Совета старших, на котором достигли решения создать вооружённую организацию для оказания сопротивления немцам. Организация получила название «Защита народа», и важную роль в её развитии сыграл именно Войцеховский. В течение месяца он готовил организацию, рассчитывая оказать вооружённое сопротивление немцам. В том же году он вступил в ряды Русского общевоинского союза (РОВС), войдя в резерв чинов 6-го отдела РОВС, отвечавшего за деятельность в Чехословакии, и возглавил офицерские курсы по изучению тактики и техники современной войны; в рядах РОВС он оставался до 1943 года.
В сентябре 1939 года генерал Войцеховский был арестован немцами и был выпущен через две недели, оставшись при этом под надзором гестапо. 23 июня 1941 года, на следующие сутки после нападения Германии на СССР, генерал снова был арестован вместе с группой русских эмигрантов в рамках некоей проверочной акции и пробыл несколько месяцев в тюрьме Панкрац, прежде чем его перевели под домашний арест. В дальнейшем имели ещё несколько неоднократных арестов генерала, после которых его отпускали. Активного участия в Движении Сопротивления он не принимал: по предположению журналиста Ярослава Шимова, причинами тому были не только слабое здоровье генерала, но и тот факт, что координацией подполья занималось эмигрантское правительство во главе с Бенешем, к которому Войцеховский не мог испытывать симпатий после событий 1938 года. В связи с его антибольшевистскими взглядами и дилетантским подходом участников «Защиты народа» к вопросу конспирации деятельность учреждённой им организации не могла быть продолжена, и после начала войны Германии против СССР Войцеховский отказался от командных функций в «Защите народа», полагая, что его присутствие будет препятствовать развитию военного сотрудничества Чехословакии и СССР. Войцеховский входил в подпольное Чехословацкое правительство, где занимал пост военного министра.
Внук Войцеховского Сергей Георгиевич Тилли рассказывал, что в 1944 году немцы, предчувствуя грядущее поражение в войне, предложили генералу возглавить Русскую освободительную армию вместо Андрея Власова. Однако Войцеховский отказался делать это наотрез, ответив своим собеседникам на немецком языке, что не признаёт СССР и ненавидит коммунистический строй, но не будет воевать против русских солдат. Тилли предполагал, что именно этот ответ сохранил жизнь генералу после его ареста советскими спецслужбами, состоявшегося уже после завершения войны в Европе. Аналогичное предложение генералу Войцеховскому выдвигали также непосредственно сами власовцы, но тоже получили отказ.

## Арест. Лагерь. Смерть
5 мая 1945 года в Праге вспыхнуло антигитлеровское восстание, организаторы которого, по мнению Г. Канинского, пытались лишь влиться в ряды победителей и избежать неудобных вопросов о действиях Чехословакии в канун Второй мировой войны. Сергей Николаевич отказался участвовать в восстании, а на следующий день, 6 мая был арестован бойцами Чешской революционной гвардии по доносу неустановленных лиц, которые обвиняли его в неучастии в боях с немцами. По требованию генерала Микулаша Чилы и председателя чехословацкого правительства Зденека Фирлингера, соратников генерала по Чехословацкому легиону, 12 мая Войцеховский был освобождён. Однако в тот же день генерал был арестован советской контрразведкой СМЕРШ в собственной квартире и вскоре доставлен в Москву. 28 мая начальник СМЕРШ Виктор Абакумов утвердил постановление об аресте и выписал ордер на арест Войцеховского. Войцеховский содержался под стражей в Бутырской тюрьме с 30 мая.
30 мая ему выдвинули официальные обвинения в участии в «антисоветской организации „Русский общевоинский союз“, которая ставила своей целью вооружённое свержение советской власти и организацию террористических актов против руководителей ВКП(б) и советского правительства». Официально Войцеховского обвиняли по статье 58 Уголовного кодекса РСФСР, а именно пунктам 4 (помощь международной буржуазии), 6 (шпионаж) и 11 (отягчающие обстоятельства в случае предумышленного преступления или совершения его в группе с другими лицами). По воспоминаниям сидевшего с ним в Бутырке Константина Чхеидзе, Войцеховский вёл себя замкнуто и почти ни с кем не разговаривал, за исключением пражского евразийца А. П. Антипова. Распространяемые заключёнными слухи о возможной амнистии по случаю приближавшейся годовщины Октябрьской революции он игнорировал.
15 сентября того же года Особым совещанием при НКВД СССР Сергей Николаевич Войцеховский был признан виновным по всем пунктам обвинения и приговорён к 10 годам лишения свободы с отбыванием наказания в исправительно-трудовых лагерях. Родные и близкие Войцеховского и его бывшие соратники безуспешно требовали от Эдуарда Бенеша вмешаться в дело Войцеховского; об освобождении генерала ходатайствовали многие чехословацкие офицеры, направлявшие письма в секретариат национальной обороны и в адрес будущего президента Чехословакии Людвика Свободы, служившего в 3-м полку Чехословацкого корпуса под командованием Войцеховского. В министерство иностранных дел Чехословакии подавали запросы также жена генерала Маргарита Викторовна и его подруга эмигрантка Софья Наварова, однако и они остались без ответа. Более того, после отстранения Бенеша от власти коммунистами в 1949 году Войцеховский был лишён новой чехословацкой властью воинского званий «генерал армии» и чехословацкого гражданства. До марта 1946 года Войцеховский содержался в Бутырской тюрьме, а затем до мая 1949 года в Унженском лагере (станция Сухобезводная Горьковской железной дороги).
Несколько раз Сергей Николаевич отправлял из лагерей заявления с просьбой о его помиловании или пересмотре его уголовного дела, однако все они оставались без ответа. 25 мая 1949 года Войцеховский был этапирован в Озерлаг, он же Особый лагерь №7 Озерлага МВД СССР (город Тайшет Иркутской области). Там он был помещён в лагерный пункт для «спецконтингента» — лиц, осуждённых по 58-й статье. Из-за слабого здоровья и преклонного возраста квалифицировался как инвалид, работал санитаром лагерной больницы.
7 апреля 1951 года в 7:30 минут Сергей Николаевич Войцеховский скончался от желудочного кровотечения, так как много лет страдал язвой желудка (стандартная формулировка — «от туберкулёза и истощения»). Он был похоронен на кладбище Центральной больницы №1 Озерлага вблизи деревни Шевченко Тайшетского района Иркутской области. Могила была обозначена знаком «4-36». Утверждается, что точное место захоронения в наши дни не обнаружено.
5 июня 1996 года Сергей Николаевич Войцеховский был полностью реабилитирован постановлением Главной военной прокуратуры Российской Федерации.

## Награды

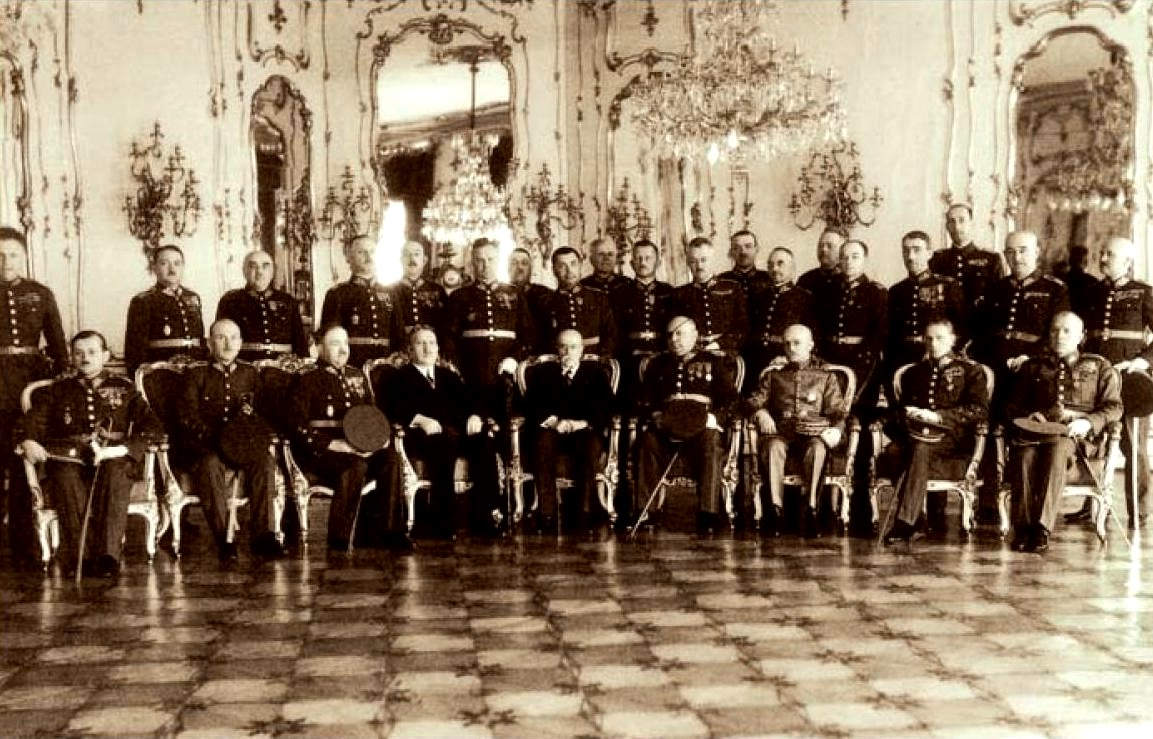
Высший командный состав чехословацкой армии во время приёма у президента Республики Томаша Масарика (сидит пятый справа). Второй справа сидит генерал армии Войцеховский. Прага, 1935

### Российская империя и Белое движение
- Медаль «В память русско-японской войны» (1906)
- Медаль «В память 100-летия Отечественной войны 1812» (1912)
- Медаль «В память 300-летия царствования дома Романовых» (1913)
- Орден Святого Станислава 3-й степени[2] (19 мая 1912, за успешное окончание Николаевской академии Генерального штаба)
- Мечи и бант к ордену Святого Станислава 3-й степени[7] (16 июня 1916)
- Орден Святой Анны 4-й степени[2] с надписью «За храбрость» (15 января 1915)
- Орден Святой Анны 3-й степени[2] с мечами и бантом (16 февраля 1915)
- Орден Святого Станислава 2-й степени[2] с мечами (16 марта 1915)
- Орден Святой Анны 2-й степени[2] с мечами (12 сентября 1915)
- Орден Святого Владимира 4-й степени[7] с мечами и бантом (13 марта 1916)
- Орден Святого Владимира 3-й степени[12] с мечами (1919)
- Орден Святого Георгия 4-й степени[12] (22 июня 1919)
- Орден Святого Георгия 3-й степени[12] (11 сентября 1919)
- Знак отличия Военного ордена «За Великий Сибирский поход» 1-й степени (№ 1; 1920)

### Чехословакия и Чехия
- Чехословацкий Военный крест (1919)
- Орден сокола[12] с мечами (1919)
- Чехословацкая Революционная медаль[чеш.][12] (1919)
- Чехословацкая медаль Победы[12] (1920)
- Орден Белого льва 3-й степени (28 октября 1997, посмертно)[29] — за выдающиеся заслуги в защите и безопасности Отечества[28]

### Иностранные
- Офицерский крест ордена Почётного легиона[6] (Франция, 1926)
- Командорский крест ордена Почётного легиона (Франция, 1929)
- Орден Святого Саввы 2-й степени (Югославия, 1929)
- Орден Святого Саввы 1-й степени (Югославия, 1930)
- Орден Югославской короны 1-й степени (Югославия, 1937)
- Орден Звезды Румынии 1-й степени (Румыния, 1937)

## Воинские звания

### Россия
- Подпоручик (9 августа 1904, старшинство в чине с 10 августа 1903)
- Поручик (11 сентября 1907, старшинство в чине с 10 августа 1907)
- Штабс-капитан (31 августа 1911, старшинство в чине с 10 августа 1922)
- Капитан (16 ноября 1914, старшинство в чине с 10 августа 1913)
- Подполковник (15 августа 1916, старшинство в чине с 6 декабря 1915)
- Полковник (11 июня 1918, произведён постановлением съезда членов Временного Челябинского комитета и решением отделения Чехословацкого Национального совета, производство в звание впоследствии подтверждено Верховным правителем)
- Генерал-майор (17 октября 1918[12], произведён постановлением Чехословацкого Национального совета, звание подтверждено приказом Верховного правителя от 8 марта 1919)[1]

### Чехословакия
- Генерал 5-го класса (1 мая 1921)
- Генерал 4-го класса (10 февраля 1925)
- Дивизионный генерал[6] (16 декабря 1927)
- Генерал армии (30 декабря 1929)[6]

## В кино
В российском художественном фильме «Адмиралъ» (2008) роль генерала Войцеховского сыграл Игорь Савочкин, который специально проштудировал биографию генерала. По словам самого актёра, в Интернете он случайно прочитал отзыв правнука генерала Войцеховского из Чехии, в котором тот писал, что у Савочкина получился достаточно правдоподобный образ.

## Память

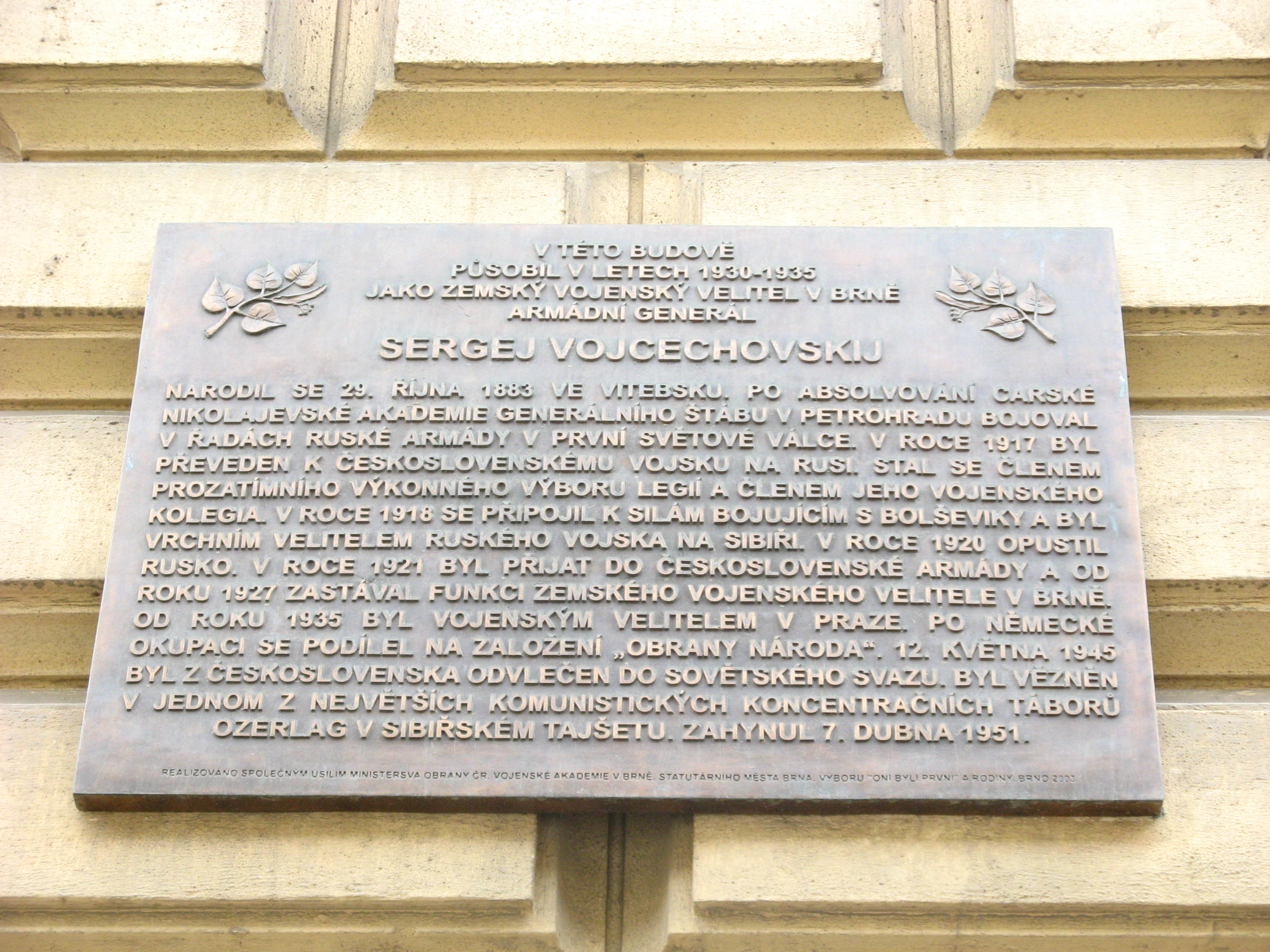
Мемориальная доска в Брно

В 2003 году в чешском городе Брно на здании электротехнического института, в котором в 1920—1930-х годах размещался штаб Земского военного управления, была открыта мемориальная доска генералу Войцеховскому. Инициаторами установки мемориальной доски был комитет «Они были первыми», объединяющий потомков репрессированных в СССР чехословаков. В том же году Чехия обратилась к властям Российской Федерации с запросом о возможности розыска места погребения Войцеховского и переноса его останков для захоронения в Чехии. Обнадёживающей реакции не последовало.
Несмотря на то, что Сергей Войцеховский в 1997 году был награждён посмертно военным орденом Белого льва III степени как генерал чехословацкой армии, формально его восстановление в воинском звании генерала так и не было утверждено в Чешской Республике.
По словам витебской журналистки Эльвиры Мирсалимовой, датируемым летом 2018 года, посольство Чешской Республики в Республике Беларусь обратилось к чиновникам Витебского горисполкома с просьбой установить мемориальную доску Сергею Войцеховскому как уроженцу Витебска. Однако горисполком ответил отказом. Мирсалимова предполагала, что по тем или иным причинам против установки мемориальной доски могли выступить три группы — местные коммунисты, не признававшие героев Белого движения; белорусские националисты, считавшие неприемлемым увековечивание великорусского деятеля; местные краеведы, считавшие генерала неоднозначной личностью, который, по их мнению, для города почти ничего не значил.

## Комментарии
1. ↑  Ныне — Санкт-Петербургский кадетский ракетно-артиллерийский корпус[5].
2. ↑  По другим данным, в январе 1907 года
3. ↑  По другим данным — в Сувалки
4. ↑  Иная формулировка — «за отличия в боях и выдающуюся службу», произведён Чехословацким национальным советом
5. ↑  Согласно В. Клавингу[14], в апреле 1920 года Войцеховский был произведён в чин генерал-лейтенанта, но ввиду отсутствия каких-либо документальных подтверждений, обильной критики работы Клавинга за фактологические ошибки и зная о конфликтных отношениях между Войцеховским и Семёновым, эта информация крайне сомнительна.
6. ↑  Иначе говоря — Пражским военным округом[3][15][5].
7. ↑  Войцеховский сказал, что в Москве видел оперу «Царь и плотник», а на учениях он увидел оперетту «Крал и Тесарж». Здесь имела место игра слов, поскольку фамилию Крал (Kral) можно было перевести как «царь» или «король», а Тесарж (Tesař) — как «плотник»[17].
8. ↑  По другим данным, всеобщую мобилизацию объявили 26 сентября 1938 года[6]
9. ↑  Ярослав Шимов утверждал, что против ультиматума выступили Войцеховский, Дртина и ещё один офицер, чьё имя не называлось[3]
10. ↑  По другим данным — 1 апреля 1939 года с формулировкой «по состоянию здоровья»[21].
11. ↑  Согласно Владимиру Казакову, Войцеховский произнёс следующее: «Совдепию не признаю, коммунистический строй ненавижу, но против русских солдат – детей и внуков тех, кто совершил переворот в России, – воевать не буду»[19]. Кирилл Аверьянов приводит другую цитату: «Я большевиков ненавижу, но против русского солдата я воевать не пойду!»[26]
12. ↑  По другим данным, в официальной справки в качестве причин смерти были указаны «туберкулёз лёгких и старческий маразм»[17][3].